# Kanadas herrlandslag i handboll
Kanadas herrlandslag i handboll (engelska: Canada national handball team) representerar Kanada i handboll på herrsidan. Laget kontrolleras av det kanadensiska handbollsförbundet.

## Deltagande i stora mästerskap
- Världsmästerskap: 1967, 1978, 2005
- Olympiska spelen: 1976